# Рубин Цезаря
Рубин Цезаря — историческое название рубеллита (красного турмалина) массой 255,75 карат. Камень имеет форму грозди винограда и дополнен ювелирным креплением, украшенным виноградными листьями. Хранится в Алмазном фонде.

## Описание
Камень розовато-малинового цвета, огранён в форме ягоды или виноградной грозди. Другие названия камня — «Красный камень» и «Большой рубин». Родиной его, по мнению академика-минералога А. Е. Ферсмана, является Бирма. Размер камня — 4 × 2,7 × 2,3 см; масса — 255,75 карат. Сверху помещается золотое ювелирное дополнение в виде виноградных листьев и усиков. Закрученный стебелёк образует петельку-крепление. Листья покрыты зелёной эмалью, стебелёк — чёрной и белой.

## История

### Легендарная история
Древняя история камня не имеет документальных подтверждений и определяется традицией. По легенде, турмалин был подарен Клеопатрой её любовнику Юлию Цезарю, в связи с чем и был назван в честь римского полководца. Следует отметить, что для древности было типично объединять в одну категорию все прозрачные красные минералы; некоторые известные исторические драгоценные камни, традиционно именуемые рубинами, при более детальном исследовании оказывались шпинелью или иными минералами (например, Рубин Чёрного Принца и Рубин Тимура).
Следующим легендарным владельцем Рубина Цезаря называют императора франков Карла Великого, первого императора в Западной Европе после падения Западной Римской империи. Камню приписывались магические свойства приносить своим владельцам славу и удачу, но также и злой рок. От французских королей Рубин Цезаря попал сначала к тамплиерам, а затем, после разгрома ордена королем Филиппом Красивым, в казну иезуитов. Иезуиты же преподнесли камень королю Карлу IX после Варфоломеевской ночи. Здесь происходит «слияние» легендарной и реальной истории камня.

### Известная история
Французский король Карл IX (1550—1574) является первым достоверным владельцем Рубина Цезаря. После смерти Карла камень перешёл к его вдове, Елизавете Австрийской (1554—1592), а от неё — к её брату, королю Богемии Рудольфу II (1552—1612). В 1648 году во время Тридцатилетней войны камень был захвачен шведами в Праге и передан королеве Кристине. После её смерти Рубин Цезаря был отвезён в Стокгольм.
В 1777 шведский король Густав III прибыл в Санкт-Петербург и преподнёс камень императрице Екатерине II в качестве подарка. В планах Густава было не только политическое сближение с Россией, но и брак с одной из племянниц Екатерины. Брачные планы в итоге не осуществились, а Рубин Цезаря остался во владении российских монархов. Первоначально он был помещён в Бриллиантовую комнату — основанное ещё Петром I собрание драгоценностей, из которого впоследствии был организован Алмазный фонд. Во время Первой мировой войны камень, вместе с остальными сокровищами, был перевезён из Петрограда в Московский Кремль, где и остаётся до настоящего времени.